# Хашимото Санаи
Хашимото Санаи (橋本 左内 Hashimoto Sanai, 19. април 1834 — 1. новембар 1859.) био је јапански самурај који је подржавао владу цара током Бакумацу периода у време када је Јапаном владао шогун.

## Биографија
Хашимото је рођен 19. априла 1834. у провинцији Ечизен у Јапану. Био је син лекара у клану Фукуи и студирао је медицину у Осаки и Токију где се спријатељио са Саиго Такаморијем. Након повратка у Ечизен придружио се клану и постао заменик управника школе области Фукуи.
Након што је позвао Јокои Шонана да буде политички саветник у име даимјоа Мацудаире Јошинаге, постао је један од челних људи задужених за реформу клана. Током боравка у Еду 1875. активно је подржавао Хитоцубаши Јошинобуа за 14 шогуна али је упркос труду то ипак постао Токугава Ијемочи.
Када је Ии Наосуке постављен за таироа (титула приближно данашњем премијеру) организовао је Ансеи чистку где је све неистомишљенике (подржаваоце Хитоцубаши фракције који су подржавали Јошинобуа за шогуна) склонио са позиција притварањем, изгнанством или смрћу, а Хашимото је као један од њих ухапшен, осуђен и погубљен одсецањем главе у Еду 1. новембра 1859. У октобру 2009. потомци Наосукеа посетили су Фукуи након 150 година на обележивању годишњице догађаја где су се у име претка измирили са грађанима.